# Мендельсон, Эрих
Эрих Мендельсон (нем. Erich Mendelsohn — Эрих Мендельзо́н, 21 марта 1887, Алленштайн, Восточная Пруссия — 15 сентября 1953, Сан-Франциско, США) — немецкий архитектор, экспрессионист (в 1920-х годах) и функционалист — в более поздних работах.

## Биография
Родился в городе Алленштейн в семье евреев — эмигрантов из Польши. Он был пятым из шести детей; его мать Эмма Эстер, зарабатывала, делая шляпы, а его отец, Давид, был хозяином небольшого магазинчика. Учился в Высших технических школах в Шарлоттенбурге, (Берлин) и Высшей технической школе в Мюнхене (1907—1911) у Теодора Фишера. В 1911—1914 годах сблизился с группой В. Кандинского «Синий всадник». В 1919 году вместе с Людвигом Мисом ван дер Роэ, Вальтером Гропиусом и Петером Беренсом организовал «Ноябрьскую группу» (нем. Novembergruppe), объединившую архитекторов-единомышленников. Тогда же открывает свою мастерскую в Берлине, которая вскоре стала одним из самых известных архитектурных бюро Германии. Первые же работы — знаменитая башня Эйнштейна в Потсдаме (1917—1921), универмаги Шоккена в Штутгарте (1926), Нюрнберге и Хемнице (1926—1929) обеспечили архитектору общественное внимание.
Вскоре Мендельсон побывал в Голландии, и здесь на него произвело впечатление творчество архитекторов-экспрессионистов. По возвращении в Германию, он построил здание шляпной фабрики в Луккенвальде (1921—1923), напоминающее ранние работы архитектора Дюдока. Изучение конструктивных особенностей материалов нашло отражение в проектах универмагов, построенных Эрихом Мендельсоном в Бреслау, Штутгарте, Хемнице и Берлине (1927—1931).
В 1933 году он бежал из нацистской Германии, некоторое время жил в Великобритании (1933—1934 и 1939—1941 годы) и в Палестине (1934—1939), а с 1941 года окончательно перебрался в США.
В первых своих постройках, которые принесли автору международное признание, Мендельсон находился под явным влиянием экспрессионистского модернизма. К ним прежде всего относится Башня Эйнштейна, позднее присоединённая к Астрофизическому институту в Потсдаме (1920—1924) и здание шляпной фабрики в Луккенвальде, (в то время относившемся к земле Бранденбург, 1921—1923), а также универсальные магазины Шокена в Нюрнберге (1926), Штутгарте (1926—1928) и других городах и Колумбусхауз в Берлине, (1929—1933).
Равным образом экспрессионистский модернизм нашёл своё воплощение и в проектах Мендельсона, выполненных для Советского Союза. Таков, прежде всего, новаторский проект комплекса сооружений трикотажной фабрики «Красное знамя» в Ленинграде (1925), по которому было построено здание силовой подстанции этой фабрики (остальная часть проекта впоследствии изменена другими архитекторами), а также нереализованный конкурсный проект Дворца Советов в Москве (1932).
Проекты Мендельсона в Палестине, благодаря своим внутренним дворикам, крытым переходам, а также контрастному сочетанию бетона и местных пород камня, хорошо отвечают условиям климата и особенностям рельефа и органично вписываются в окружающую среду. К ним относятся: дом и библиотека Шокена, 1936—1937; больница Хадасса на горе Скопус, 1936—1938; Англо-Палестинский банк, 1938—1939, ныне Банк леумми ле-Исраэль, и другие (все перечисленные постройки — в Иерусалиме). Также по проектам Мендельсона были построены две больницы в Хайфе, 1937—1939; дом Хаима Вейцмана, 1936—1937; сельскохозяйственный факультет Еврейского Университета, лаборатория Вольфа, ныне в составе Научно-иссладовательского института имени Хаима Вейцмана в Реховоте, 1939—1941; торговая школа Титц в кибуце Ягур, 1937—1939. Они составили важную веху в становлении израильской архитектуры.
Из американских проектов Мендельсона выделяются: больница имени Маймонида в Сан-Франциско (1948 год), синагогальный центр в Сент-Луисе (штат Миссури, 1950 год), а также синагоги в Вашингтоне, Балтиморе (штат Мэриленд) и Сент-Поле (штат Миннесота). В США Мендельсон также много преподавал: в 1941—1945 годах в Колумбийском, Йельском, Гарвардском и Мичиганском университетах, с 1947 года — в Калифорнийском университете.

## Избранные архитектурные проекты и постройки

### Германия

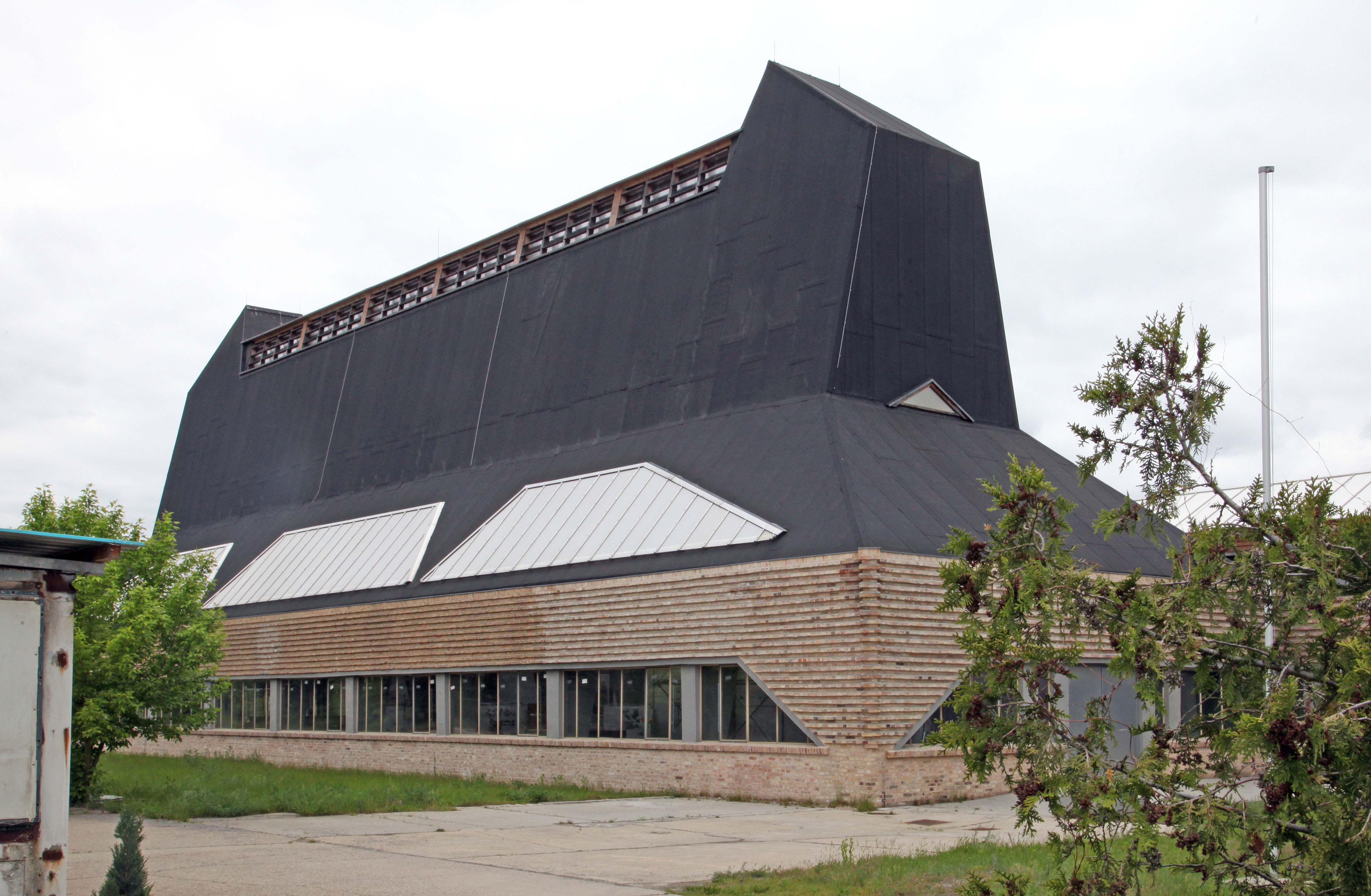
Шляпная фабрика в Луккенвальде

- Колония рабочих для профсоюза строителей в Луккенвальде (1919—1920 гг.)
- Садовый павильон для семьи Геррманн, Луккенвальде (1920 г.)
- Заводской корпус шляпной фабрики Геррманна, Луккенвальде (1919—1920 гг.)
- Реконструкция административного здания страховой компании «Hausleben», Берлин (1920 г.)

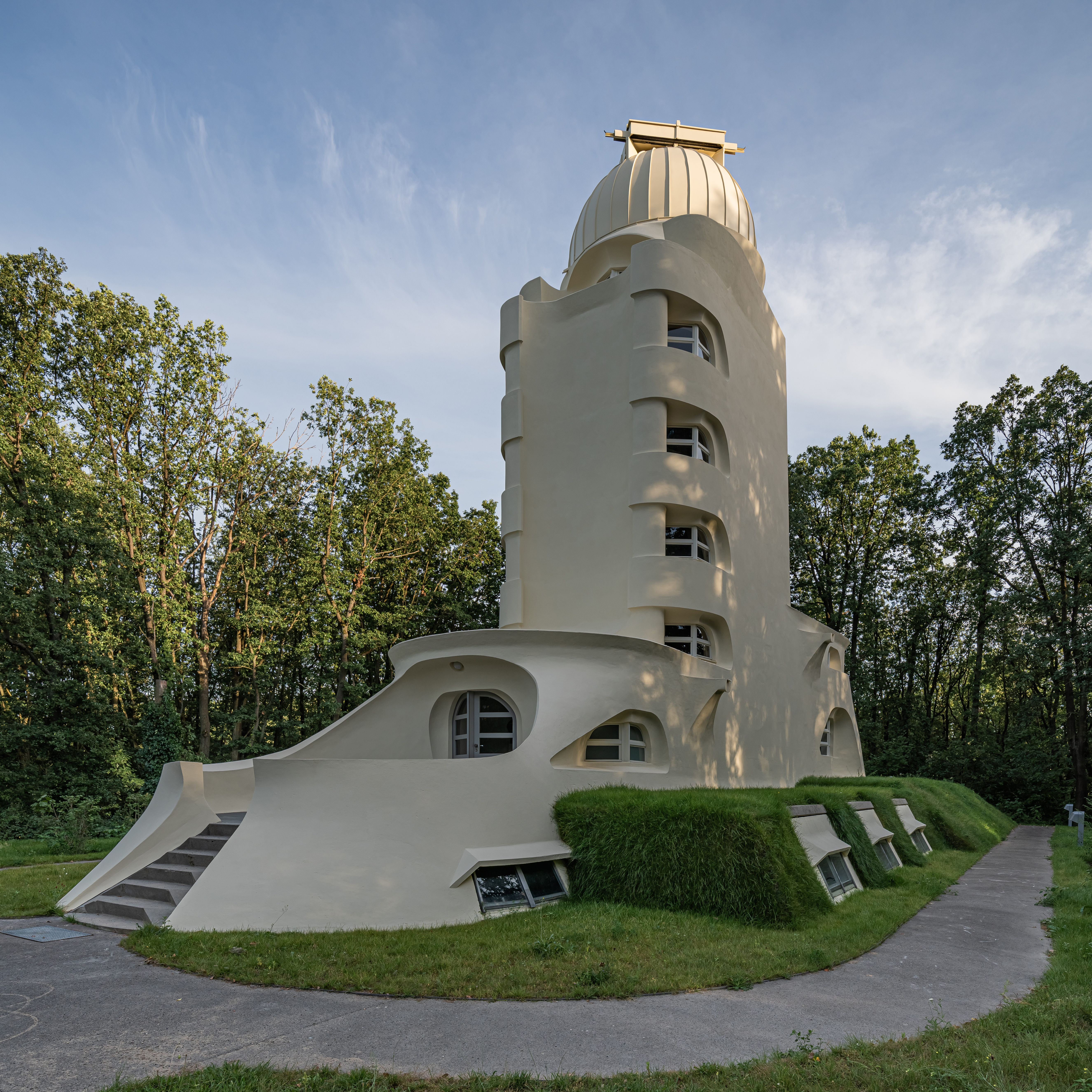
Башня Эйнштейна в потсдамском районе Бабельсберг

- Башня Эйнштейна (обсерватория на горе Телеграфенберг в Потсдаме, 1917 г. либо 1920—1921 гг.
- Двойная вилла на площади Каролингерплац в Берлине (1921—1922 гг.)
- Здание шляпной фабрики Штайнберга, Луккенвальде (1921—1923 гг.)

- Дом Моссе, Берлин (1921—1923 гг.)

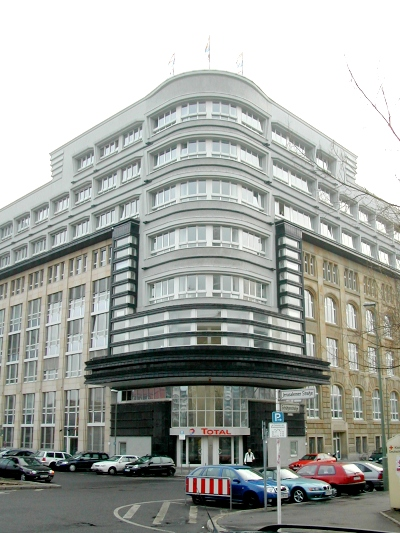
Дом Моссе в Берлине

- Шёлковая фабрика Вайхманна, Гливице, Силезия (1922 г.)
- Вилла доктора Штенефельда, Берлин (1923—1924 гг.)
- трикотажной фабрики «Красное знамя» в Ленинграде (1924—1926 гг.)
- Здание меховой фабрики «Ц.А Херпих и сыновья», Берлин (1924—1929 гг.)
- Универмаги Шоккена, Нюрнберг (1925—1926 гг.)
- Реконструкция универмага «Cohen & Epstein», Дуйсбург (1925—1927 гг.)
- Коттедж доктора Беяха, Штайнштюккен (1926—1927 гг.)
- Универмаг Шоккена в Штутгарте (1926—1928 гг.)
- выставочный павильон издательского дома Рудольфа Моссе на выставке «Pressa» в Кёльне (1928 г.)
- Магазин Рудольфа Петерсдорффа, Бреслау (1927—1928 гг.)
- Комплекс «Woga» и «Universum-Kino» в Берлине (1925—1931 гг.)
- Еврейское кладбище, Кёнигсберг, Восточная Пруссия (1927—1929 гг.)
- Универмаг Шоккена, Хемниц (1927—1930 гг.)

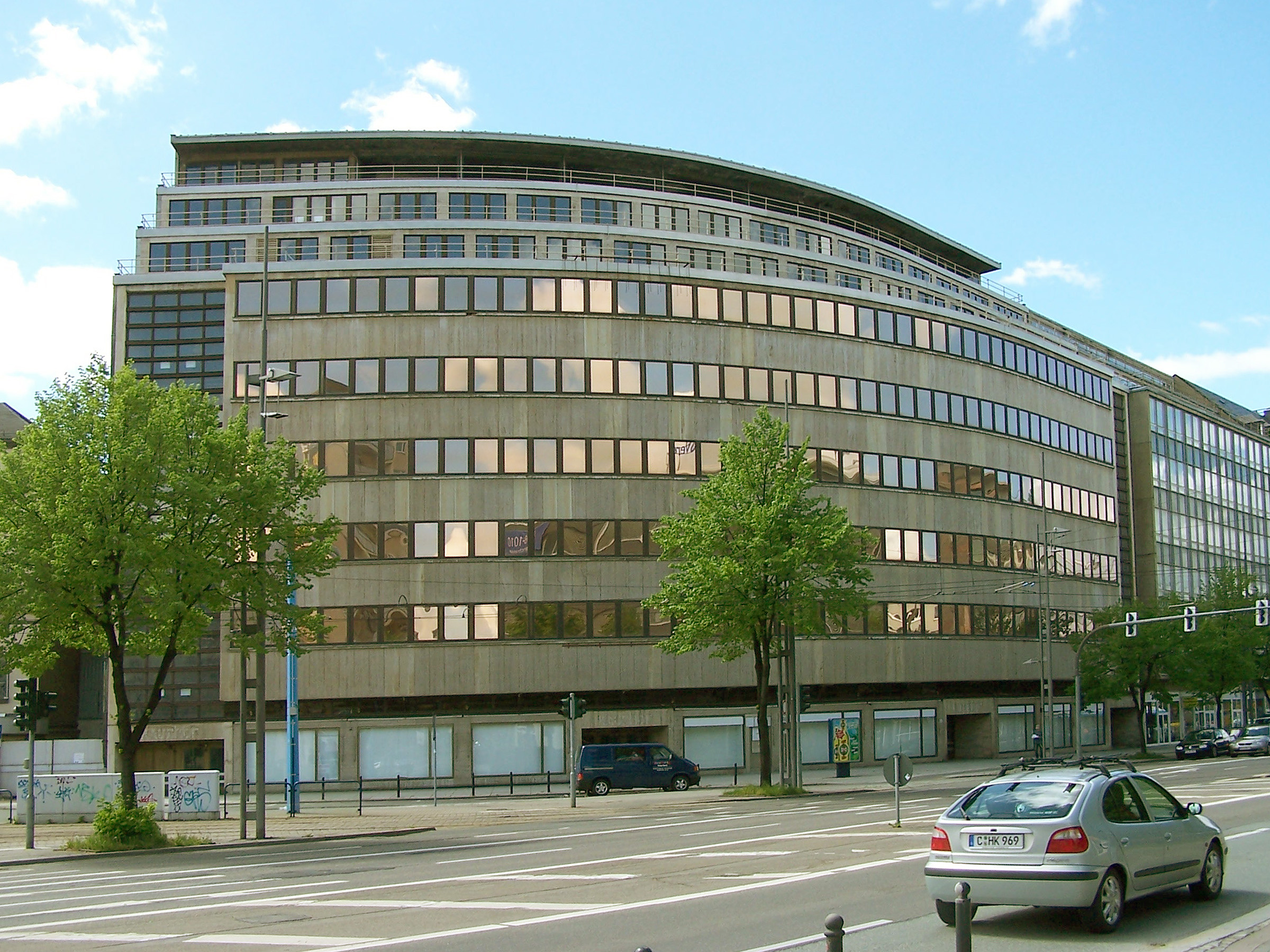
Универмаг Шоккена в Хемнице

- Собственный дом на улице Ам-Рупенхорн в Берлине (1928—1930 гг.)
- Здание профсоюза германских металлистов, Берлин-Кройцберг (1928—1930 гг.)
- Колумбус-хаус, Потсдамская площадь, Берлин (1928—1932 гг.)
- Еврейский молодёжный центр, Эссен (1930—1933 гг.)
- Масонская ложа Трёх патриархов, Тильзит (1925—1926 гг.)

### Норвегия
- Садовый магазин «Dobloug», Осло, Норвегия (1932), построен по проекту Мендельсона

### Великобритания
- «The De La Warr Pavilion», Бексхилл-он-Си, Суссекс, Англия (1934 г.)
- Дом Ниммо, Бакингемшир, Англия (1933—1935 гг.).
- Дом Коэна, Челси, Лондон (1934—1936 гг.)
- Здание компании «Гилби» Камден, Лондон (1935—1936 гг.)

### Израиль
- Вилла Вейцмана, студенческий городок Института Зив (ныне Институт Вейцмана), Реховот близ Тель-Авива (1935—1936 гг.)
- в это же время построен комплекс из трёх зданий Института Вейцмана
- Вилла и библиотека Зальмана Шоккена, Иерусалим (1934—1936 гг.)
- Еврейский университет в Иерусалиме (1934—1940 гг.)
- госпиталь Университета Хадассы, Иерусалим (1934—1939 гг.)
- Здание Англо-палестинского банка, Иерусалим (1936—1939 гг.)
- Здание правительственного госпиталя, Хайфа (1937—1938 гг.)

### СССР

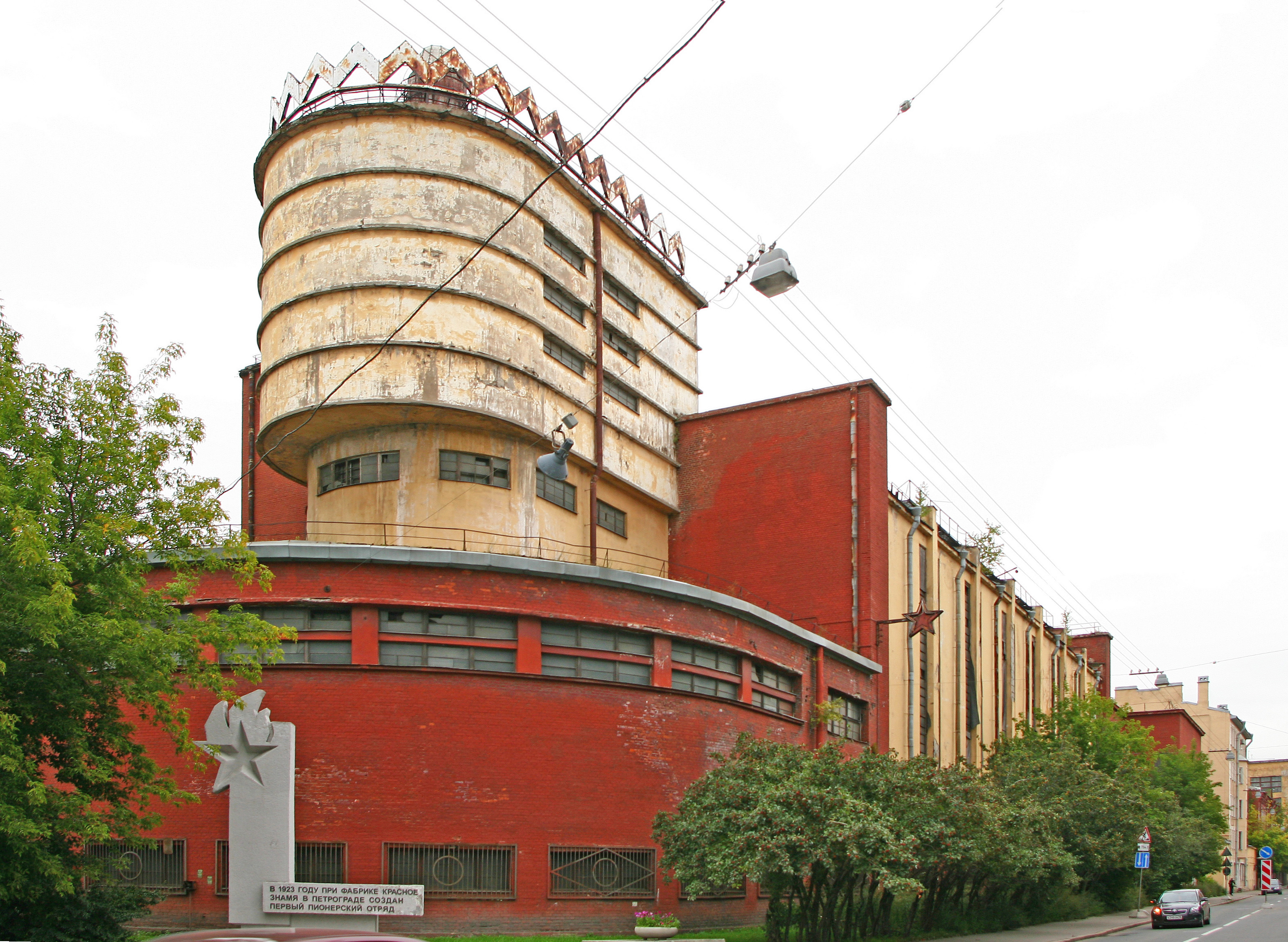
Силовая станция текстильной фабрики «Красное знамя», Санкт-Петербург

- Текстильная фабрика «Красное знамя», Ленинград  памятник архитектуры (вновь выявленный объект)[4] (1925—1926 год). По проекту Мендельсона построена только силовая подстанция, ныне признанная памятником архитектуры местного значения. Остальной комплекс сооружений фабрики достраивался в 1926—1928 и 1934—1937 годах по изменённому проекту[5] (старший архитектор проекта — И. А. Претро, при участии арх. С. О. Овсянникова и инж. Е. А. Третьякова).
- Конкурсный проект Дворца Советов (1932, не осуществлён).

### США
- Синагога B’Nai Amoona, в настоящее время Центр креативных искусств, Юниверсити Сити, Миссури (1946—1950 гг.)
- госпиталь Маймонида, Сан-Франциско (1946—1950 гг.)
- Парк синагоги, Кливленд, Огайо (1946—1953 гг.)
- Дом Рассела, Сан-Франциско (1947—1951 гг.)
- Синагога Emanu-El, Гранд-Рапидс, Мичиган (1948—1954 гг.)
- Синагога Mount Zion, Сент-Пол, Миннесота (1950—1954 гг.)